# Umberto Chiacchio
Umberto Chiacchio, (né le 8 février 1930 à Grumo Nevano et mort le 18 octobre 2001  à Massa Lubrense) est un homme politique italien.

## Biographie
Umberto Chiacchio était cadre d'Italgest S.P.A. A l'occasion des  élections politiques italiennes de 1972, il est élu député à la Chambre des députés au collège de Naples, candidat au Mouvement social italien – Droite nationale de Giorgio Almirante jusqu'en 1976.